# Gmina Ozorków
Gmina Ozorków je polská vesnická gmina v okrese Zgierz v Lodžském vojvodství. Sídlem správy gminy je město Ozorków, které tvoří samostatnou městskou gminu.
V roce 2019 zde žilo 7 021 obyvatel. Gmina má rozlohu 95,51 km² a zabírá 11,17 % rozlohy okresu.

## Části gminy
StarostenstvíAleksandria, Boczki, Borszyn, Cedrowice, Cedrowice-Parcela, Celestynów, Czerchów, Helenów, Konary, Leśmierz, Małachowice, Małachowice-Kolonia, Maszkowice, Muchówka, Modlna, Ostrów, Parzyce, Sierpów, Skotniki, Skromnica, Sokolniki, Sokolniki-Parcela, Solca Mała, Solca Wielka, Śliwniki, Tymienica, Wróblew
Sídla bez statusu starostenstvíDybówka, Katarzynów, Opalanki, Pełczyska, Sokolniki Las, Tkaczew

## Sousední gminy
| Růžice kompasu | Łęczyca       | Góra Świętej Małgorzaty | Piątek | Růžice kompasu |
| Růžice kompasu | Sever         |                         |        | Růžice kompasu |
| Růžice kompasu | Gmina Ozorków |                         |        | Růžice kompasu |
| Růžice kompasu | Jih           |                         |        | Růžice kompasu |
| Růžice kompasu | Parzęczew     | Ozorków (městská)       | Zgierz | Růžice kompasu |